# Pınargözü, Aydıntepe
Pınargözü là một xã thuộc huyện Aydıntepe, tỉnh Bayburt, Thổ Nhĩ Kỳ. Dân số thời điểm năm 2010 là 294 người.